# Daphniphyllum pentandrum
Daphniphyllum pentandrum là một loài thực vật có hoa trong họ Daphniphyllaceae. Loài này được Hayata miêu tả khoa học đầu tiên năm 1911.